# Intel P5 (микроархитектура)
P5 е микроархитектура, разработена от Интел и въведена на 22 март 1993 г. Тя е от пето поколение и е първата със супрескаларна архитектура IA-32. При тази архитектура размера на пътечките е намален, а скоростта на шината за данни и адресната шина е увеличена. Също така и кеш паметта е на по-високо ниво и по-широко използвана.

## Създаване
Проектирането на архитектурата започва през 1989 г. Успешно се симулира през 1990 г. В средата на 1992 г. екип от 200 инженери подготвя представянето на архитектурата пред публика, което е направено официално през юни 1992 г. Официалното анонсиране на процесорите на Интел става през септември 1993 г.

## Характеристики
Използва се L1 кеш памет от 16 до 32 KB.

## Проблеми
Процесорите с честота 60 – 100 МНz имат проблем с пресмятането на числа с плаваща запетая.

## Модели и варианти
- P5
- P54C
- P54CQS
- P54CS
- P24T
- P55C